# Heiligkreuz (Gemeinde Sölden)
Heiligkreuz ist eine Rotte und eine Fraktion der Gemeinde Sölden im Bezirk Imst in Tirol mit 111 Einwohnern (Stand 1. Jänner 2024).

## Geographie
Die Fraktion Heiligkreuz besteht aus mehreren verstreuten Siedlungen im Venter Tal, die an der Venter Straße zumeist hoch über der tief eingeschnittenen Venter Ache liegen. Die Rotte Heiligkreuz liegt auf 1711 m ü. A. etwa auf halbem Weg zwischen Zwieselstein und Vent. Zur Fraktion gehören außerdem die Rotte Bodenegg (1527 m ü. A.), die Weiler Neder, Seiten und Winterstall (1726 m ü. A.), die Zerstreuten Häuser Venter Tal sowie mehrere Einzelhöfe.

## Geschichte
Im Urbar des Grafen Meinhard II. von Tirol aus dem Jahr 1288 wird ein Schwaighof in chvrtzenloenne (Kurzlehn) erwähnt, der dem Landesfürsten 200 Käse im Jahr abliefern musste. 1804 wurden in Kurzlehn Kirche und Kaplanei zum Heiligen Kreuz errichtet, woraufhin sich der Name Heiligkreuz auch für den Ort durchsetzte.

## Persönlichkeiten
- Hans Haid (1938–2019), Volkskundler und Mundartdichter